# Heinrich Rudolf Schinz
Heinrich Rudolf Schinz (Zürich, 1777. március 30. – Zürich, 1861. március 8.) svájci orvos és természettudós. Zoológiai szakmunkákban nevének rövidítése: „Schinz”.

## Életrajza
Heinrich Rudolf Schinz 1777-ben, Zürichben született. Tanulmányait Würzburgban és Jénában végezte. 1798-ban visszatért szülővárosába. 1804-ben orvostudományt kezdett tanítani. 1833-ban természetrajztanár lett a zürichi egyetemen.
1824 és 1852 között számos zoológiai munkát végzett. Legfőbb művei Das Thierreich (1821-4), Naturgeschichte und Abbildungen der Reptilien (1833-4) és az Europäsche Fauna (1840).

## Magyarul megjelent művei
- Természetrajz felsőbb gymnasiális iskolák számára. Schinz rendszerén dolgozta Soltész János; Nádaskay Ny., Sárospatak, 1841

## Galéria
A képeken átható illusztrációk a "Naturgeschichte und Abbildungen Der Reptilien" könyvéből származnak.
|  |  |